# Rio Zamora
Il fiume Zamora è un fiume sudamericano che scorre nel sud-est dell'Ecuador. Sfocia nel Rio Santiago,  che a sua volta è un affluente del Rio Marañón, uno dei più importanti affluenti del Rio delle Amazzoni. La sua lunghezza è di circa 183 km. 
Era conosciuto dagli spagnoli come Rio "Yaya Mayu", per via di una popolazione Shuar trovata a vivere vicino al fiume.